# Cercottes
Cercottes es una comuna francesa situada en el departamento de Loiret, en la región de Centro-Valle del Loira.

## Demografía
| 455 | 458 | 498 | 634 | 684 | 737 | 1477 |
| Para los censos de 1962 a 1999 la población legal corresponde a la población sin duplicidades (Fuente: INSEE [Consultar]) |     |     |     |     |     |      |